# Valderredible
Valderredible egy község Spanyolországban, Kantábria autonóm közösségben. Valderredible Valdeprado del Río, Alfoz de Santa Gadea, Alfoz de Bricia, Valle de Valdebezana, Valle de Sedano, Sargentes de la Lora, Basconcillos del Tozo, Berzosilla, Valle de Valdelucio, Pomar de Valdivia és Aguilar de Campoo községekkel határos. Lakosainak száma 931 fő (2024).

## Nevezetességek
- Ősi sziklatemplom a községhez tartozó Arroyuelos település mellett

## Népesség
A település népessége az elmúlt években az alábbi módon változott:
| Lakosok száma | 1194 | 1213 | 1137 | 1099 | 1086 | 1010 | 987  | 989  | 945  | 931  |
|               | 2001 | 2004 | 2007 | 2009 | 2012 | 2014 | 2017 | 2019 | 2022 | 2024 |